# Cier (rivière)
Le Cier est un ruisseau du Sud de la France, dans la région Occitanie, dans le département des Hautes-Pyrénées, affluent du Gers (rive droite), et donc sous-affluent de la Garonne.

## Géographie
De 13,6 km de longueur, le Cier prend sa source au canal de la Gimone, sur le plateau de Lannemezan dans la commune d'Arné. Il se jette dans le Gers à Aries-Espénan.

### Communes et département traversés
Dans le seul département des Hautes-Pyrénées, il traverse 6 communes :
Arné, Villemur, Devèze, Monléon-Magnoac, Pouy, Aries-Espénan.
Dans le canton de la Vallée de la Barousse et le canton des Coteaux.

## Principaux affluents
- (G) Ruisseau des Allias ;
- (D) Ruisseau de Cier d'Arpajan,  5,7 km ;
- (D) Ruisseau des Barrats ;
- (D) Ruisseau de Gachedat, 1,4 km ;
- (D) Ruisseau de Tuileries, 1,3 km ;

(D) rive droite ; (G) rive gauche.

## Galerie d'images

Sélection de vues du ruisseau.
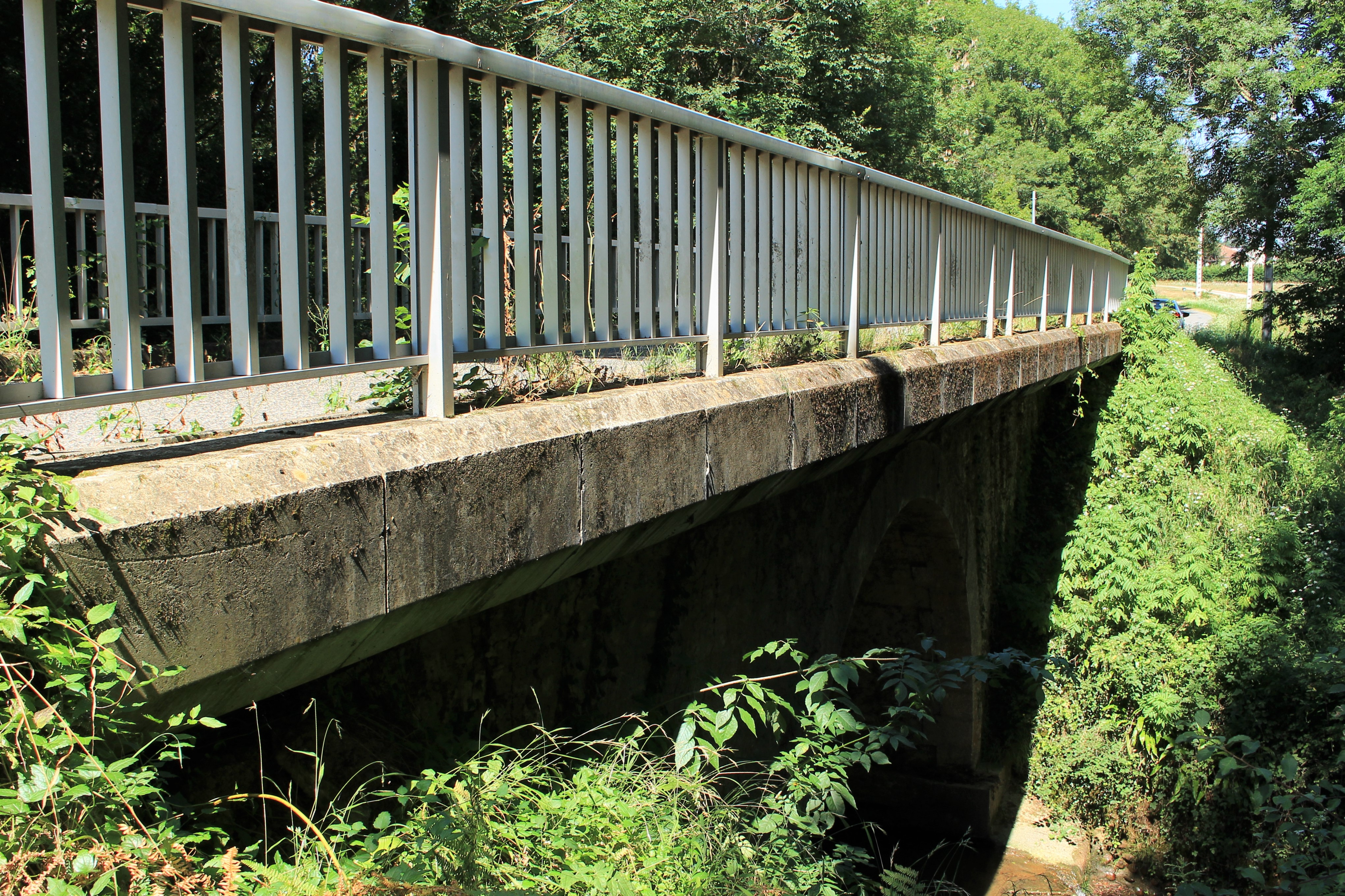
à Pouy
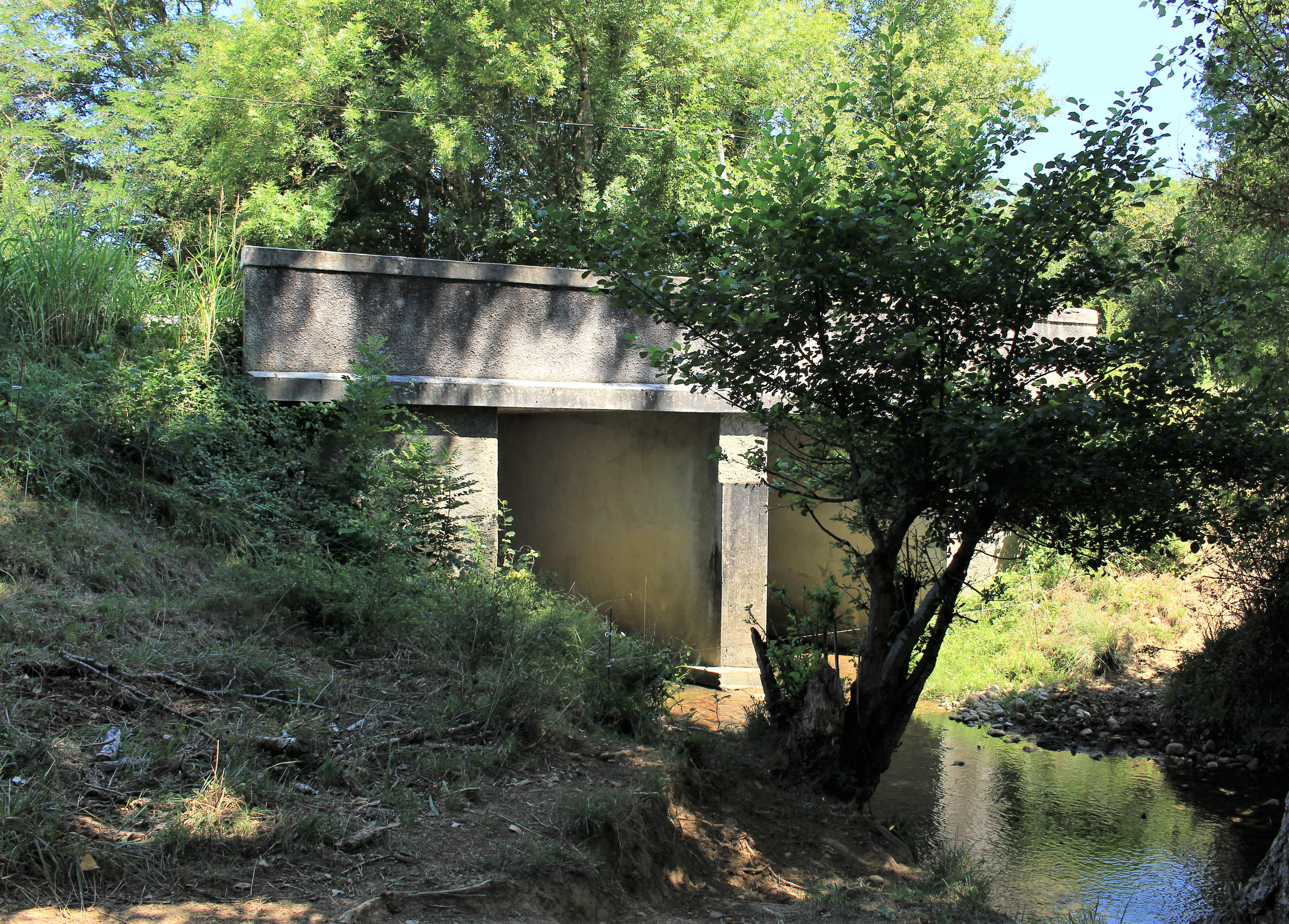
à Villemur